# Comtat de Pietrarubbia
El comtat de Pietrarubbia fou una jurisdicció feudal d'Itàlia centrada al castell de Pietrarubbia, del que era castellà Odalric, un cavaller saxó, vers la segona meitat del segle x, juntament amb el castell de Carpegna, i va rebre de l'emperador un diploma imperial datat a Viterbo el 16 d'agost del 962 on se li concedien totes les ciutats fortificades i castells "in Regione Flaminae Senoniae".
Fou pare o més probablement avi d'Oddo Antonio I, comte de Pietrarubbia i de Carpegna. Els seus fills es van enfrontar en una sagnant guerra i finalment es van repartir els dominis el 1140. Vers el 1150 apareix com a comte de Pietrarubbia Galeazzo i el seu germà Antoni I era comte de Montecopiolo, i fou el primer comte de San Leo o Montefeltro. A la mort de Galeazzo el comtat va passar al seu nebot Montefeltrano I Montefeltro (fill d'Antoni I de Montefeltro), mort el 1202 deixant com a successor al seu fill Bonconte I Montefeltro. Va rebre confirmació del comtat de Pietrarubbia del Papa Honori III el 1216 (i també de Montefeltro). Va morir el 1242 i el va succeir el seu fill Montefeltrano I Montefeltro, mort el 1255.
El seu successor fou el seu fill Guiu I Montefeltro que el 29 d'agost de 1258 es va repartir els dominis amb son germà Tadeu II Montefeltro al que va pertocar el comtat de Pietrarubbia. Tadeu II va enderrocar el 1266 a son germà Guiu I de Montefeltro però aquest va recuperar el poder el 1282 després de matar en la lluita l'usurpador, però va respectar Pietrarubbia pels fills de Tadeu II. El successor fou Corrado Montefeltro de Pietrarubbia que va associar al seu germà Malatesta Montefeltro de Pietrarubbia. El 8 de juny de 1298 el poble es va revoltar i el comte Corrado fou assassinat juntament amb el seu fill (d'un any d'edat) Tadeu i la seva dona Contança Ravegnani (que va estar uns mesos empresonada abans de ser assassinada el 1299), i els germans de Corrado: Tadeu Novello (que inicialment va poder fugir però fou ràpidament capturat i executat), Giovanna i Filippuccio (aquest darrer germanastre)
Malatesta es va poder escapar i encara vivia el 1324. D'un altra fill (de línia bastarda) de nom Rinald, no es tenen notícies. La línia fou continuada pel germà Speranza Montefeltro de Pietrarubbia, reconegut comte el desembre del 1305, que va perdre el comtat el 1320 (quan fou excomunicat) o el 1334, i va passar al Papa. El 1355 el comtat fou abolit. Tant el castell com els nuclis propers van entrar en decadència. El segle xiv fou retornada als Montefeltro i fou part del comtat d'Urbino; Federico III Montefeltro la va restaurar. La seva possessió va estar en mans de membres de la família i va seguir la sort del ducat.

## Llista de comtes de Pietrarubbia
- Odalric segle X
- Desconegut
- Oddo Antonio I segle XI
- Galeazzo després de 1150
- Montefeltrano I Montefeltro fins al 1202
- Bonconte I Montefeltro 1202-1242
- Montefeltrano I Montefeltro 1242-1255 (de Montefeltro)
- Guiu I Montefeltro 1255-1258 (de Montefeltro)
- Tadeu I Montefeltro 1258-1282 (Tadeu II de Montefeltro 1266-1282)
- Corrado Montefeltro de Pietrarubbia 1282-1298
- Malatesta Montefeltro de Pietrarubbia associat 1282-1298
- Al Papa 1298-1305
- Speranza Montefeltro de Pietrarubbia 1305-vers 1334
- Al Papa